# Arlo Guthrie

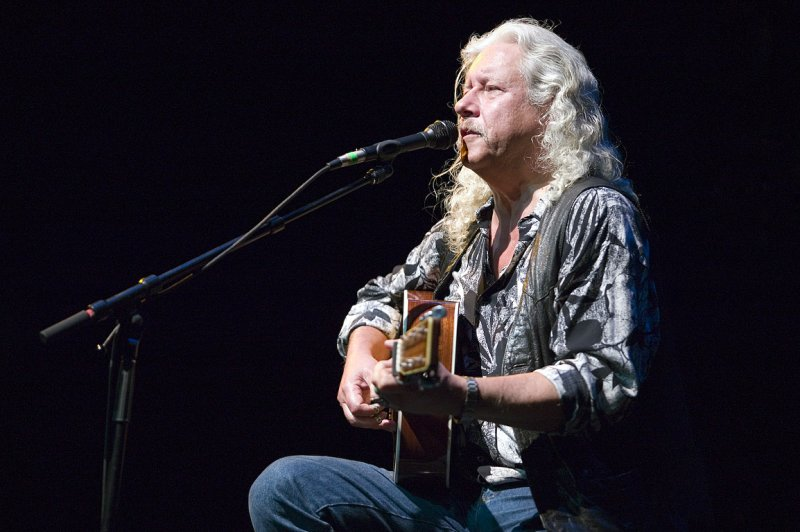
O músico em 2007

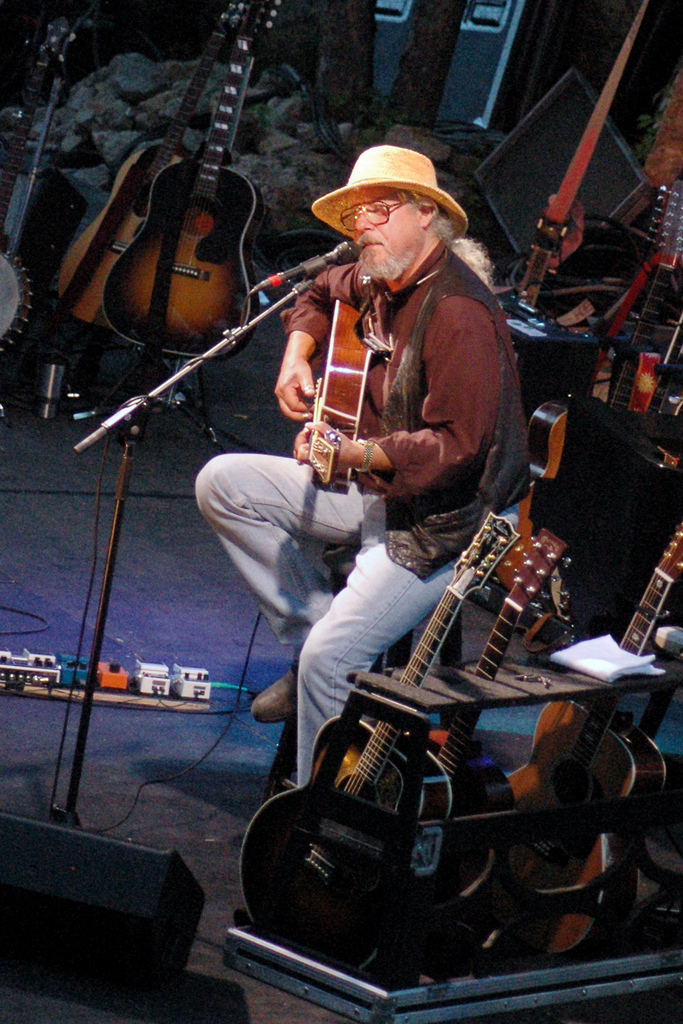
O músico em 2005

Arlo Guthrie (nascido em 10 de julho de 1947 em Kings County, Nova York) é um cantor e compositor norte-americano de folk, filho do também cantor e compositor folk Woody Guthrie.
Assim como o pai, Arlo também é focado em canções de cunho social, sendo "Alice's Restaurant" (que mais tarde virou filme de mesmo nome) a mais famosa delas.

## Discografia
- Alice's Restaurant (1967)
- Arlo (1968)
- Running Down the Road (1969)
- Washington County (1970)
- Hobo's Lullaby (1972)
- Last of the Brooklyn Cowboys (1973)
- Arlo Guthrie (1974)
- Together In Concert (1975)
- Amigo (1976)
- The Best of Arlo Guthrie (1977)
- One Night (1978)
- Outlasting the Blues (1979)
- Power Of Love (1981)
- Precious Friend (1982)
- Someday (1986)
- All Over the World (1991)
- Son of the Wind (1992)
- 2 Songs (1992)
- More Together Again and again(1994)
- Alice's Restaurant - The Massacree Revisited (1996)
- Mystic Journey (1996)